# Peter Stump

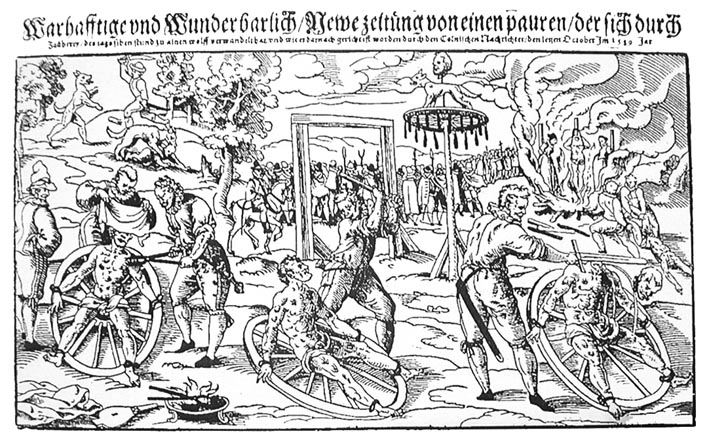
Prezentare de Lucas Mayer, 1589

Peter Stump (n. 1525 – d. 31 octombrie 1589, Bedburg), numit Stubbe-Peter, a fost condamnat de justiția din secolul XVI ca fiind vârcolac care a comis cel puțin 16 crime, violuri ca și incesturi. Alte acuzații au fost vrăjitorie și concubinaj cu o „drăcoaică“. La data de 28 octombrie 1589 a fost considerat vinovat și la câteva zile va fi condamnat și executat prin tragere pe roată și decapitat, cadavrul fiind ars.
In literatură între 1423 - 1720, sunt amintite ca. 250 de procese asemănătoare. Acest caz a avut răsunet în anii 1589/1590 în Olanda, Anglia și Danemarca. Faptele și execuția lui sunt prezentate într-o gravură în cupru.
Stüpp este denumirea pentru vârcolac în vestul Renaniei unde a avut loc procesul.